# NGC 4943
NGC 4943 (другие обозначения — ZWG 160.122, PGC 45129) — линзообразная галактика (SB0) в созвездии Волосы Вероники.
Этот объект входит в число перечисленных в оригинальной редакции «Нового общего каталога».